# Герб Таджикской ССР
Герб Таджикской ССР — один из государственных символов Таджикской ССР.

## Описание
В соответствии со статьёй 131 Конституции Таджикской ССР (1978),

Государственный герб Таджикской Советской Социалистической Республики состоит из изображения пятиконечной звезды, в верхней части которой изображены серп и молот в лучах солнца. Пятиконечная звезда обрамлена венцом, составленным справа из колосьев пшеницы, слева из веток хлопчатника с раскрытыми коробочками. Сверху венец перевит лентой с надписью: «Пролетарии всех стран, соединяйтесь!» на таджикском и русском языках. В нижнем секторе круга, образуемого венцом, лента с надписью «Таджикская ССР» на таджикском и русском языках.

## История Герба Таджикской ССР
Проект герба Таджикской ССР разработан к 1930 году. Его обсуждали Секретариат и Президиум ЦИК и решили вынести на обсуждение съездом.
По Конституции Таджикской ССР, принятой 24 февраля 1931 года IV съездом Советов Таджикской ССР, герб состоял из изображения пятиконечной звезды, в верхней части которой были помещены серп и молот в лучах солнца, а в нижней части: фабричное здание у горных склонов, железнодорожный мост, стадо овец, трактор, паровоз. Звезда обрамлена венком из колосьев пшеницы (справа от зрителя), веток хлопчатника (слева от зрителя) и винограда (внизу), венок был перевит лентой с девизом «Пролетарии всех стран, соединяйтесь!» В нижнем секторе круга помещалась надпись «Таджикская ССР» латиницей и персидским письмом на таджикском и русском языках.
Сложный перегруженный герб не удовлетворял многих, ЦИК ТаджССР в 1934 году даже проводил всесоюзный конкурс по разработке новых символов, от жителей СССР было получено 106 проектов.
По Конституции, принятой V Всетаджикским съездом Советов в январе 1935 года, герб остался без изменений, только название республики стало даваться сокращенно «ТаджССР».
27 июня 1935 года Президиум ЦИК ТаджССР предложил художнику Александру Семёновичу Яковлеву доработать свой проект герба (проект А. С. Яковлева занял 1-е место на конкурсе 1934 года).
20 мая 1937 года Президиум ЦИК Советов Таджикской ССР принял постановление «О Государственных гербе и флаге Таджикской ССР». Этим постановлением был окончательно утверждён только флаг, а герб рекомендовано изменить.
В 1938 году в связи с корректировкой официального названия республики на таджикском языке (заменой традиционного арабского заимствования Çumhurijat на «интернационализм» Respublika) в аббревиатуре на флаге и в гербе буква «Ç» была заменена буквой «R».
28 сентября 1940 года Президиум Верховного Совета Таджикской ССР издал указ, которым было изменено написание текстов надписей на флаге и гербе с латинизированного алфавита на новый алфавит на основе русской азбуки.

## В филателии

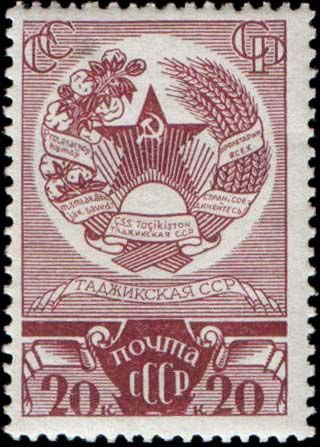
Герб Таджикской ССР на почтовой марке СССР 1938 года
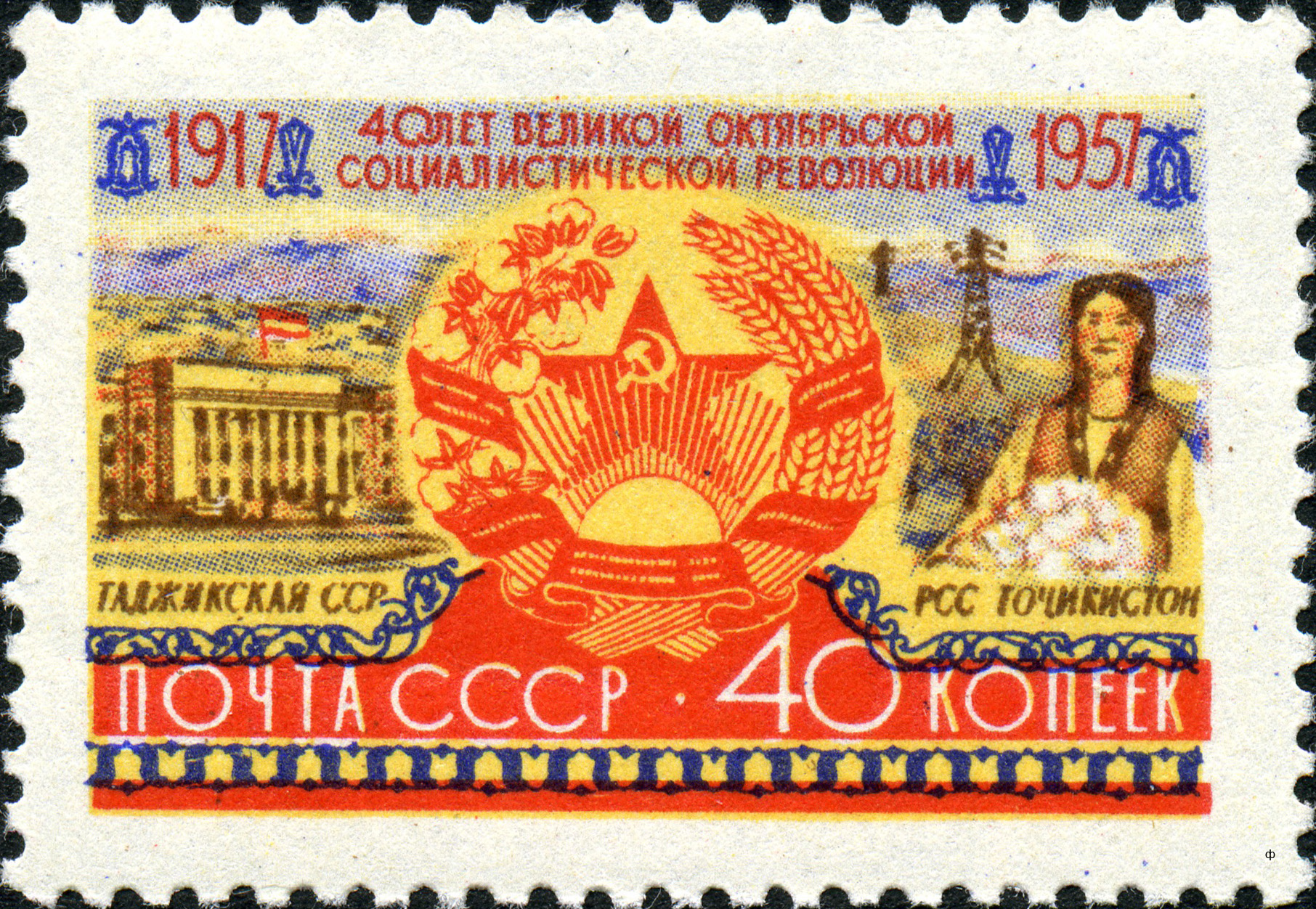
Герб Таджикской ССР на почтовой марке СССР 1957 года